# Incendies de 2012 à l'Alt Empordà
Les incendies de 2012 à l'Alt Empordà sont des feux de forêt et de broussaille déclarés le 22 juillet 2012 dans le nord-est de la Catalogne, en Espagne, plus précisément dans les zones de La Jonquera et de Portbou. Le bilan des victimes s'établit à 4 morts, 9 blessés graves et la surface brûlée est supérieure à 14 000 hectares.

## Déroulement
Les incendies se sont initialement déclarés le 22 juillet 2012 à l'Alt Empordà, en Catalogne, et auraient été provoqués, selon les autorités catalanes, par un mégot de cigarette mal éteint. Les services ferroviaires et routiers ont été perturbés. Les services ferroviaires à l'Alt Empordà ont été interrompus et plusieurs routes frontalières menant vers la France ont été fermées en raison de la proximité des flammes, a précisé le porte-parole du gouvernement régional, Felip Puig.
Des pompiers se sont déployés pour lutter sans relâche contre ces incendies. En fin de journée, le 23 juillet, quatre morts ont été déplorés, un espagnol, victime d'une crise cardiaque en voyant sa maison entouré par les flammes, et trois français, dont deux en sautant dans la mer pour échapper aux flammes et une à la suite de graves brûlures et 13 000 hectares de forêt ont été détruits. Dans les Pyrénées-Orientales en France, la situation était sous contrôle . Le feu est rapidement maitrisé, mais l'incendie en Catalogne est toujours actif.